# Nyt fra Statsbanerne - Sommeren 1950
|  | Denne artikel er oprettet af botten Steenthbot ud fra en ekstern database. Den kan derfor have sproglige fejl eller mangler. Denne skabelon kan fjernes efter kontrol af indholdet. |

Nyt fra Statsbanerne - Sommeren 1950 er en dansk virksomhedsfilm.

## Handling
DSB-Nyt: Hastigheden er steget på eksprestogene, og i de store af salgsen er der indsat seks nye kupévogne med sidegang. I de nye vogne er der to specielle børnekupeer beregnet til børn under fire år med ledsagerske. Her har man etableret en slags hattehylde til babyer, hvor mødrene kan lægge de små, og så kan de selv tage sig et lille hvil. Midt imellem kupeerne findes der desuden et specialtoilet med topmoderne faciliteter, der skal gøre det nemt og bekvemt at skifte ble, når man er på farten.